# Saturday Night: A kezdetek
A Saturday Night: A kezdetek (eredeti cím: Saturday Night) 2024-ben bemutatott amerikai életrajzi filmdráma Jason Reitman rendezésében, amely az NBC 1975. október 11-i Saturday Night, későbbi nevén Saturday Night Live műsoráról szól. A film főszereplői a Saturday Night különböző szereplőit és stábtagjait alakítják, élükön Gabriel LaBelle-lel, aki a show alkotóját és producerét, Lorne Michaels-t játssza. A további szerepekben Rachel Sennott, Cory Michael Smith, Ella Hunt, Dylan O’Brien, Emily Fairn, Matt Wood, Lamorne Morris, Kim Matula, Finn Wolfhard, Nicholas Braun, Cooper Hoffman, Andrew Barth Feldman, Kaia Gerber, Tommy Dewey, Willem Dafoe, Matthew Rhys és J. K. Simmons látható.
A film világpremierje 2024. augusztus 31-én volt az 51. Telluride Filmfesztiválon, majd az Amerikai Egyesült Államokban 2024. szeptember 27-én kezdődött meg a korlátozott számú moziforgalmazás, mielőtt a Sony Pictures Releasing október 11-én, a show premierjének 49. évfordulóján széles körben bemutatta volna. Magyarországon a HBO Max mutatta be 2025. május 2-án. Általánosságban pozitív visszajelzéseket kapott a kritikusoktól, LaBelle alakítását pedig dicséretben részesítették, amiért a 82. Golden Globe-díjátadón a legjobb férfi főszereplőnek járó díjra jelölték zenés film vagy vígjáték kategóriában. A 25-30 milliós költségvetéssel szemben 10,1 millió dolláros bevételt hozott.

## Cselekmény
1975. október 11-én egy csapat fiatal komikus örökre megváltoztatta a televíziós életet. A Saturday Night Live első adására készülnek. A stáb alapvetően fel van háborodva, mert egy hétvégi estén kell dolgozniuk, és a stáb sem igazán áll készen a főműsoridőre. Lorne Michaels producer azonban eltökélt szándéka, hogy végigcsinálja, még ha főnöke, David Tebet szkeptikus is ezzel kapcsolatban. Michaels feleségének, Rosie Shuster forgatókönyvírónak és Michael O’Donoghue vezető írónak a műsor kezdete előtti utolsó percekben akad dolga.
Este 10 órakor a felvételi stúdióban lévő kitűzőtábla, amelyen a műsor menetrendje szerepel, tele van négy műsorvezetői monológgal, két stand-up előadással, két zenei vendég egyenkénti két előadásával, Andy Kaufman szólóelőadásával és hét szkeccsel. Jane Curtin az acélgyapjú paródiareklámot próbálta be, Laraine Newman pedig villámgyors öltözködési tudását mutatja be. A sokoldalúan tehetséges fekete énekes, Garrett Morris is lehetőséget kap az éneklésre. Mivel a vendégműsorvezető George Carlin nem igazán szereti a szkeccseket, Billy Crystalnak várnia kell, hogy az övé bekerül-e a műsorba.

## Szereplők
| Szerep                                      | Színész              | Magyar hang        |
| ------------------------------------------- | -------------------- | ------------------ |
| Lorne Michaels                              | Gabriel LaBelle      | Hamvas Dániel      |
| Rosie Shuster                               | Rachel Sennott       | Mentes Júlia       |
| Chevy Chase                                 | Cory Michael Smith   | Jakab Márk         |
| Gilda Radner                                | Ella Hunt            | Bogdányi Titanilla |
| Dan Aykroyd                                 | Dylan O’Brien        | Böröndi Bence      |
| Laraine Newman                              | Emily Fairn          | Tamási Nikolett    |
| John Belushi                                | Matt Wood            |                    |
| Garrett Morris                              | Lamorne Morris       | Penke Bence        |
| Jane Curtin                                 | Kim Matula           | Ágoston Katalin    |
| egy NBC dolgozó                             | Finn Wolfhard        | Kretz Boldizsár    |
| Andy Kaufman / Jim Henson                   | Nicholas Braun       |                    |
| Mrs. Kaufman                                | Ellen Boscov         |                    |
| Dick Ebersol                                | Cooper Hoffman       | Seszták Szabolcs   |
| Neil Levy                                   | Andrew Barth Feldman |                    |
| Anne Beatts                                 | Leander Suleiman     |                    |
| Al Franken                                  | Taylor Gray          |                    |
| Tom Davis                                   | Mcabe Gregg          |                    |
| Leo Joszimura                               | Abraham Hsu          |                    |
| Valri Bromfield                             | Corinne Britti       |                    |
| Billy Crystal                               | Nicholas Podany      |                    |
| Jim Fox                                     | Rowan Joseph         |                    |
| Audrey Peart Dickman                        | Kirsty Woodward      |                    |
| Jacqueline Carlin                           | Kaia Gerber          |                    |
| Dave Wilson                                 | Robert Wuhl          |                    |
| Bob Pook                                    | Drew Scheid          |                    |
| Michael O’Donoghue                          | Tommy Dewey          | Fehér Tibor        |
| Joan Carbunkle                              | Catherine Curtin     |                    |
| Billy Preston                               | Jon Batiste          |                    |
| Don Pardo                                   | Brian Welch          |                    |
| vágó                                        | Jef Holbrook         |                    |
| David Tebet                                 | Willem Dafoe         | Rosta Sándor       |
| Paul Shaffer                                | Paul Rust            |                    |
| Herb Sargent                                | Tracy Letts          | Várkonyi András    |
| George Carlin                               | Matthew Rhys         |                    |
| Janis Ian                                   | Naomi McPherson      |                    |
| Milton Berle                                | J. K. Simmons        | Katona Zoltán      |
| Carl                                        | Billy Bryk           |                    |
| Borscht Belt                                | Brad Garrett         |                    |
| Alan Zweibel                                | Josh Brener          |                    |
| Barbara Gallagher                           | Presley Coley        |                    |
| Tom Schiller                                | Parker Wierling      |                    |
| Johnny Carson (hangja)                      | Jeff Witzke          |                    |
| Bernie Brillstein (stáblistán nem szerepel) | David Michael Brown  |                    |

### Magyar változat
- Magyar szöveg: Zalatnay Márta
- Hangmérnök: Berkin Milán és Lipics Bálint
- Keverőhangmérnök és vágó: Kis Pál
- Gyártásvezető: Bogdán Anikó
- Szinkronrendező: Pócsik Ildikó
- Produkciós vezető: Fodor Eszter

A szinkront a MAHIR Szinkron Kft. készítette el.

## A film készítése
2023 májusában jelentették be, hogy Jason Reitman rendezi, társírója és producere lesz egy filmnek, amely a Saturday Night Live című sorozat létrejöttéről szól majd, a Sony Pictures megbízásából. Reitman Gil Kenan-nel közösen interjúkat készített a sorozat első évadának még élő szereplőivel és stábtagjaival a forgatókönyv hiteles kidolgozása érdekében. Reitman elmondása szerint már évekkel korábban megfogalmazódott benne az ötlet, de a reakció mindig ugyanaz volt: „Ez egy nagyszerű ötlet. De mégis, hogy a fenébe fogod ezt leosztani?”

### Forgatás
A forgatás 2024 márciusában kezdődött Atlantában és Fayetteville-ben, „Wolverines” munkacímen – ez utalás a sorozat legelső, valaha előadott jelenetére. A jelenetek egy részét a Rockefeller Plaza előtt vették fel március 9–10-i hétvégén. A forgatás májusra befejeződött.

## Bemutató
Július 30-án bejelentették, hogy az SNL 1975 munkacímet megváltoztatták Saturday Night-ra, ami a műsor eredeti címe volt az első évadban, mivel akkoriban már volt egy konkurens műsor az ABC-n Saturday Night Live with Howard Cosell címmel. A film megjelenési dátuma 2024. október 11., ami 49 évvel az SNL premierjének napja az NBC-n.
A filmet az 51. Telluride Filmfesztiválon mutatták be, és beválogatták a 2024-es Torontói Nemzetközi Filmfesztiválra.
Nem sokkal a telluride-i premier után a Sony Pictures úgy döntött, változtat a film bemutatási ütemtervén, és 2024. szeptember 27-én Los Angelesben, New Yorkban és Torontoban kezdte meg a korlátozott számú moziforgalmazást, amely október 4-én további városokra is kiterjedt, majd október 11-én országos forgalmazásra került.